# Never Die Young (filme)
Never Die Young é um filme de drama luxemburguês de 2013 dirigido e escrito por Pol Cruchten. Foi selecionado como representante de Luxemburgo à edição do Oscar 2014, organizada pela Academia de Artes e Ciências Cinematográficas.

## Elenco
- Robinson Stévenin
- Laurence Côte
- Antoine Andret